# 埃斯帕拉戈萨德拉雷斯
埃斯帕拉戈萨德拉雷斯，是西班牙埃斯特雷马杜拉巴达霍斯省的一个市镇。总面积209平方公里，总人口1132人（2001年），人口密度5人/平方公里。